# Thiofen-2-karboxylát měďný
Thiofen-2-karboxylát měďný, zkráceně CuTC, je komplexní sloučenina odvozená od mědi a kyseliny thiofen-2-karboxylové. Používá se jako reaktant spouštějící Ullmannovy reakce arylhalogenidů.